# 壽富
宗室壽富（穆麟德轉寫：Uksun Šeofu，1865年4月3日—1900年8月17日，同治四年三月初八日亥時－光緒二十六年七月二十三日巳時），字伯茀，號菊客，又號蘭客，清朝鑲藍旗第五族宗室，祖先为郑亲王济尔哈朗，清朝政治人物、詩人、詞人。

## 生平
壽富自幼博覽古籍，擅長古文、詩、詞，尤其諳熟《周官》、《三禮》、《太史公書》，同時涉獵外國各國歷史，讀書過目不忘，又通習算術，著有《四元玉鑑補釋》。品性刻苦孤傲，有其父寶廷之風，喜好欣賞山水泉石，靜默而不見喜怒，每當談及忠孝之事則凜然動色，自幼時已然被視為大器之才。寶廷罷官時間早，家庭經濟貧困，甚至無法滿足餐食，於是遣壽富就學於外之同時自己教授七經。年紀稍長，受業於張佩綸及張之洞門下。治經學不局限漢、宋，惟傾向二程；論天下大勢，主張泯除滿漢畛域為先。壽富崇尚氣節、重視新學，孝順事奉父親，總是委曲以符合其父意旨。
光緒十四年（1888年）戊子科順天府宗室鄉試舉人。
十六年，父親寶廷去世，鋪草蓆、枕土塊、不吃鹽酪醬料，服喪二年餘；薩廉認為過於矯情，錄取壽富的鄉試副考官翁同龢則表示「敬之愛之」。

### 變法
二十三年（1897年）春，光緒帝構思變法，許多旗人怕損害利益而多反對新法，壽富憂國勢不盛、八旗人才衰微，作〈與八旗君子陳說時局大勢啟〉：
「嗚呼，天下大勢岌岌哉！外人知之，中國不盡知；四方或多知之，我八旗則知者三四，不知者六七也。我八旗世祿世官，休戚與共，苟非婚姻，即是骨肉，乃記全盛之隆規，忽當其之大勢，然眉不知急，剝膚不知痛，酣然以嬉，渙然以處，危哉！痛乎，其坐以待斃也！
……竊觀天下紛然，思匡王室，我八旗若不自勵，不惟負咎君父，將必啟侮四方。消息甚微，所關極大。……中國存，詩書乃可進身；本朝興，八旗乃為貴族；國家安，富家乃保貨財；願我兄弟思家國之相關，先謀王室之安危，姑置一己之得失也。……今日之禍，舉國釀之，君父受之；願我兄弟思君臣之義，無卸責於君而自矜局外之智也。……章句破碎，大義乖，於是乎士鮮明理；華藻塗飾，真意少，於是乎士鮮實用。經有大義，五倫五常；史有大義，治亂興亡；文有實用，明理紀事。願我兄弟之為學者，先求其大，而歸諸有用也。
……地不一國，國不一人，人各有心，心各有志。不察列國大勢，不知其邦強弱；不察列國論議，不知其意美惡；不察列國學術，不知其技巧拙，是謂聾瞽。聾瞽者，侮之媒也。願我兄弟廓其耳目，而周知外事也。」
並與康有為等人創立「知恥會」，勉例八旗子弟勵學，主旨在「警頑傲，勵以自強」，議者頗有支持及反對意見，壽富慨然堅持立場。作〈知恥學會後敘〉：
「……至於甲午之役，失高麗、割臺灣、償兵費至兩萬萬，中國之恥，至斯亟矣。嗚呼，此誰之恥哉？吾以為此非獨君、相之恥，此我中國四萬萬人之公恥也。……嗟乎，人孰無君？人孰無國？彼皆能強其國、顯其君，我則甘受侮辱、日受侵凌，此而不恥，我中國豈無人心哉？孟子曰：『不恥不若人，何若人有？』今我不若人矣，可奈何？知恥之，莫如為學。學則智，智則強，強則大國親我、小國畏我；不學則愚，愚則弱，弱則大國鄙我、小國犯我。我中國，神明之裔也，堯舜之遺也，不思與英、德、法、日並駕於五洲，而坐視黑人、紅人之為奴，思執鞭而從其後，吾不可復見五大洲豪傑之士矣。哀我君父先民，而恥弛報館之禁；下求才之詔，許天下書院參講時務，變科場之試，以興新學也。九重苦心，豈得已哉？……我八旗則虎賁之世僕也，我大宛則徇袭之都士也，四方君子之從宦京師者，則靄靄吉人、修修俊彥也。乃不能購集圖書、私相講習，以弁冕四方、提倡三輔，此非我京師諸君子一大恥哉？」
光緒二十四年（1898年）戊戌科第二甲第八十八名進士出身。同年五月，改翰林院庶吉士。同榜進士江南某君以自詡有才，在長沙徐樹銘座間見到壽富位在自己之上而不滿，認識後則釋懷自貶，深相結納。
戊戌變法期間，「力研新政，廣交豪儒傑士」，浙江巡撫廖壽豐舉薦壽富才能學問堪當大用，光緒帝召見於養心殿，壽富奏對誠懇愷切，光緒帝為之動容，到深夜三更才退離，充任京師大學堂分教習，派赴日本考查學校章程。返國作《日本風土志》四卷上呈。不久，戊戌政变爆發，黨禁事起，從此闭门不出。壽富個性矜持高貴，不結交在朝官員，蒔菊檢書自娛，因此自號菊客。

### 殉節
光緒二十六年（1900年）庚子拳亂事起，義和團訌鬧京畿。壽富上書榮祿，建議最好藉故命令董福祥軍離開京畿，然後解散拳民，明言「董為禍根，拳其枝葉耳」，榮祿未採納。八國聯軍到達，天津大沽礟臺接連淪陷，戰爭氛圍瀰漫京師。眾人認為壽富支持「新學」、袒護外國人，甚為憤恨，有人勸壽富逃到外地避難，壽富說：「吾宗親也，寧有去理耶？」（我是清朝宗室，怎么能离开？）壽富與同母弟壽蕃二人之妻（崔氏）都是內閣學士漢軍聯元之女；聯元重視儒術、厭惡新學，一向對壽富所為感到不滿，直到受召入宮與壽富議論國勢，則傾心接納壽富觀點。京城告急，慈禧太后召諸臣討論對策，聯元痛哭爭論「匪不可用」，力陳各國公使必不可戕害，被某位王公喝斥，隨即因主和而遭斬決，聯元的家屬便藏匿在壽富宅邸。
七月，八國聯軍攻打京師。壽富非常悲傷痛惜，慨然說：「毋庸問矣，此局至阽危，顧身為高廟子孫，一死尚足自斷。」（毫无疑问，现今时局危险之极，考虑到我身为皇室子孙，还能决定自己的生死）當時外城將要淪陷，有人詢問壽富緊急計策，壽富答道：「先護皇帝出險，再行作計。」（先护送皇帝脱离险境，其余再作考虑）或者請求其出逃躲避，壽富不回答。又請求由壽蕃帶領婦女幼童出居墓廬，壽富說：「皮之不存，毛將安傅？」又說：「大宗（按指皇帝）如此，遑言小宗（遠支宗室）。」壽蕃生平以忠節氣概自許，意見與壽富相同，對人說：「圖全果太無為。」
七月二十三日，聯軍攻破京師，入城，城中喧鬧傳言於自家豎立白旗的人能避免被殺，壽富獲知光緒帝與孝欽顯皇后已逃出京城，於是令壽蕃調合毒藥，立遺書給交代華焯：
「大事已去，侍國破家亡，萬無生理。老前輩如能奔赴行在，所敢乞力為表明侍已死於此地。雖講西學，未嘗降敵！家人有不欲死者，
尚乞照拂；茍死亦聽。外有先大夫奏疏、年譜及生平著作，並以奉瀆，亦乞量力保全。敢百拜以請。」
遺書後自題絕命辭三首，中有「今日海枯看白石，二年重謗不傷心」之語。
壽富、壽蕃兄弟一同服毒，尚未飲盡，堂妹雋如奪下毒藥並自己先喝下，八歲的堂妹淑如接著自殺（即宗室寶森两女），侍婢隆兒感佩家主的忠義，也把殘餘藥瀝喝完。此時毒效尚未發作，忽然聽到聯軍士兵搜索城中，已逼近東院，壽富恐怕不立即死亡而被敵兵俘虜羞辱，於是改為上吊自縊，但因繩繯斷裂而墜地。弟壽蕃神志堅定，另外綁定四個繩繯，壽富及二位妹妹與婢女一同縊死之後，壽蕃將四人屍體一一抬下放置於床榻，再結一個大繯在門楣，從容自缢。當時為七月二十三日巳時，壽富年三十六歲，壽蕃、雋如三十二歲，淑如八歲，隆兒二十一歲，小屋同時陳屍五具。
壽富之子橘涂僅九歲，壽蕃二子則僅能扶牀站立；因壽富一直自責自己的言論害死了岳父，早有殉死的決意，聯元的家屬在壽富宅第中，知道壽富兄弟忠節不可挽回，則堅持力保兩位夫人不一起殉死，以養育三個孤兒。敵軍充斥城中，無法取得棺木，鄰人傅蘭泰借銀百兩購買五具柳棺，將壽富等五人埋葬於後圃。

### 身後
贈侍講學士。林紓客居杭州，獲知噩耗便為壽富立牌位於孤山林社而哭之，知縣方家澍、知府高鳳岐贈金協助治喪。義和拳亂平定之後，林紓上京，且行且哭前往壽富邸。東屋門口就是壽富兄弟死節之處，林紓拜奠後謁見崔夫人，得知壽薰家的惡奴正在圖謀侵吞遺產。于是林紓向順天府尹陳夔龍告發，杖責叛奴，遺產才得以保全。隨後大學士宗室崑岡請旨旌表宗室為國而死者，朝廷贈壽富光祿寺卿。宗人府又發文諭知会壽富之子橘涂，命其具陳壽富兄弟的殉節日期，宣付史館。林紓以寶廷門生、壽富摯交的身份，撰寫行狀，呈請編入國史〈忠義傳〉，「以光泉壤，以慰忠魂」。

## 著作
文章風格持重不苟，著有遺稿：
- 《讀經劄記》
- 《菊客文集》
- 《廷試策》
- 《東遊筆記》
- 《畿輔農務表》
- 《知恥學會章程》
- 《天元演草》
- 《搏虎集》
- 《日本風土志》四卷[11]
- 《伯茀詩存》[12]

## 家庭及關聯
- 十一世祖：追封莊親王舒爾哈齊（1564年－1611年），清顯祖宣皇帝第三子，清太祖之弟，追封和碩莊親王。
- 十世祖：鄭獻親王濟爾哈朗（1599年－1655年），舒爾哈齊第六子，封和碩鄭親王。
- 九世祖：簡純親王濟度（1633年－1660年），濟爾哈朗第二子，封多羅簡郡王，授定遠大將軍，襲和碩簡親王。
- 八世祖：簡修親王雅布（1658年－1701年），濟度第五子，封三等輔國將軍，襲和碩簡親王。
- 七世祖：輔國將軍阿扎蘭（1683年－1717年），雅布第三子，授頭等侍衛，封三等輔國將軍，因病告退。
- 六世祖：宗室德沖（1714年－1745年），阿扎蘭第十一子，閑散。
- 高祖父：宗室廣銘（1738年－1806年），德沖第二子，授七品筆帖式，官至盛京兵部侍郎。
- 曾祖父（承繼）：宗室興隆（1765年－1794年），廣銘第一子，閑散。
- 曾祖父（本生）：宗室興定（1779年－1820年），廣銘第四子，閑散。
- 祖父：宗室常祿（1806年－1869年），興隆承繼子，興隆弟興定第一子，道光十二年進士，官至翰林院侍講學士，大考革職。

- 父：宗室寶廷（1840年－1890年），常祿第二子，同治七年進士，官至內閣學士兼禮部侍郎銜、副都統，緣事革職。
- 母：諾絡氏，寶廷正室，連英之女。
- 伯：盛京刑部侍郎宗室宝森，两女隽如（婉如）、淑如和壽富一起殉难。

- 壽富排行第二，有一兄二弟：
  - 文富（1863年－1864年），早卒。
  - 壽蕃（1869年－1900年），過繼予族叔寶錫為嗣，和兄壽富皆娶內閣學士聯元之女。官右翼宗室副管，殉難贈太僕寺卿銜。
  - 康壽（1882年－1887年），早卒。

### 妻妾
- 正室：崔佳氏，內閣學士聯元之女。
- 無側室。

### 子女
有二子。
- 長子：宗室伯攘（1887年－1894年），早卒。
- 次子：宗室橘涂（1894年－？年），光緒二十八年十二月（1903年）授予廕生。

## 延伸阅读
[在维基数据编辑]
 在维基文库阅读此作者作品
 《清史稿·卷468》，出自趙爾巽《清史稿》